# Eduardo Rergis Pacheco
Eduardo Rergis Pacheco (* 20. Oktober 1956 in Veracruz, Veracruz), auch bekannt unter dem Spitznamen Lalo, ist ein ehemaliger mexikanischer Fußballspieler auf der Position eines Verteidigers und späterer -trainer. Er ist der Vater des Fußballspielers Eduardo Rergis Borja.

## Laufbahn

### Vereine
Rergis begann seine aktive Laufbahn beim Hauptstadtverein Club América, mit dem er 1977 den CONCACAF Champions‘ Cup und 1978 die Copa Interamericana gewann.
1980 wechselte er zum Stadtrivalen Atlante, mit dem er in der Saison 1981/82 erstmals Vizemeister der mexikanischen Liga wurde. Zwei weitere Vizemeisterschaften errang er in der Saison 1985/86 mit dem Tampico-Madero FC. Im Finalhinspiel des Torneo México 86 erzielte er den Siegtreffer zum 2:1 im Heimspiel gegen den späteren Meister CF Monterrey.

### Nationalmannschaft
Zwischen dem 15. März und dem 5. April 1983 bestritt Rergis drei Länderspiele für die mexikanische Nationalmannschaft, die allesamt gewonnen wurden (zweimal 1:0 gegen Costa Rica und anschließend 2:0 gegen Guatemala). Im Mai 1990 kam er noch zweimal für „El Tri“ zum Einsatz (1:0 gegen die USA  und 1:2 gegen Kanada).
Bereits 1975 gewann Rergis mit der mexikanischen U-20-Auswahl das Fußballturnier der Panamerikanischen Spiele. Im darauffolgenden Jahr gehörte er zur mexikanischen Auswahlmannschaft beim olympischen Fußballturnier.

### Trainer
Bei seinem Heimatverein CD Veracruz, der kurz zuvor auch die letzte Station seiner Spielerkarriere war, übernahm Rergis in der Saison 1991/92 erstmals das Amt des Interimstrainers und war später noch einmal in der Apertura 2005 als Trainer beim CD Veracruz im Einsatz. Seine längste Station als Cheftrainer war 2000 bei seinem Exverein Atlante, den er im Zeitraum zwischen Februar und September 2000 in insgesamt zwanzig Punktspielen betreute.